# Igreja de São Felipe de Agira, Ħaż-Żebbuġ
 A Igreja de São Filipe de Agira ( em maltês:  Knisja ta' San Filippu t' Aġġira ) é uma igreja paroquial católica romana localizada em Ħaż-Żebbuġ, Malta.

## Igreja Original
A igreja original foi construída em um terreno pertencente a Filippo de Catania, um empresário siciliano, que também financiou a construção da mesma igreja em 1380. A terra ficava em uma área entre três pequenas aldeias separadas conhecidas como Mal Muxi, Dal Dwin e Mal Mula. Com o tempo, essas aldeias foram fundidas para formar os dias atuais Ħaż-Żebbuġ . A igreja medieval original foi concluída em 1412. A igreja já era uma paróquia em 1436, uma vez que foi mencionada pelo bispo Senatore de Mello como uma das 12 igrejas paroquiais em Malta.

## Igreja atual
Após o Grande Cerco de Malta, o povo de bebbuġ sentiu que uma igreja maior tinha que ser construída para substituir a agora pequena igreja paroquial. A igreja atual foi construída entre 1599 e 1632 em planos atribuídos a Vittorio Cassar e foi ampliada pelo arquiteto Tommaso Dingli em 1660. Dizem que o mesmo arquiteto trabalhou na escultura do coro. A igreja foi dedicada em 13 de maio de 1729. A igreja foi mais modificada em 1913, quando os corredores laterais foram adicionados.
A igreja está listada no Inventário Nacional da Propriedade Cultural das Ilhas Maltesas.

## Trabalhos de arte
A estátua titular de São Filipe de Agira é feita inteiramente de prata. Em 1860, o povo de Żebbuġ começou a coletar dinheiro que lhes permitiria encomendar a estátua titular que eles queriam. A coleção era tão grande que foi decidido construir a estátua em prata, em vez da madeira mais comum. A estátua foi concluída em 1864, por Luigi Fontana. Quando foi concluído, foi levado ao Vaticano, onde foi apresentado e abençoado pelo Papa Pio IX.
A igreja também inclui uma série de pinturas bonitas. Luca Garnier pintou a pintura titular acima do altar-mor. Retrata São Felipe de Aggira realizando um milagre enquanto segura uma cruz em direção a um homem possuído que é levado diante dele. Francesco Zahra, um artista do século 18 da escola Favray, pintou dois murais. Outros tesouros incluem obras de arte de Guido Reni e Antonio Sciortino, vindos da vila.